# Понграц
Понграц (словен. Pongrac) — поселення в общині Жалець, Савинський регіон, Словенія. 
Висота над рівнем моря: 317,2 м.